# Anua melaconisia
Anua melaconisia är en fjärilsart som beskrevs av George Francis Hampson 1905. Anua melaconisia ingår i släktet Anua och familjen nattflyn. Inga underarter finns listade i Catalogue of Life.